# Pierre Liebart
Pierre Liébart est un prêtre catholique et jurisconsulte, né en 1586 à Tournai et mort le 20 octobre 1641.

## Biographie
Après d'excellentes études, conclu par le grade de licencié en droit civil et canonique, Pierre Liebart entre dans les ordres. Le 9 décembre 1622, il est reçu chanoine au sein du chapitre métropolitain de Cambra. Il est official de l'archidiocèse de Cambrai de 1630 à sa mort. 
En 1634, il rédige un ouvrage considérable visant à la réforme du style des procédures et à la simplification des affaires dans tous les diocèses ressortissant de l'archevêché de Cambrai. Ce travail reçoit l'approbation des examinateurs, de l'archevêque François Van der Burch et des suffragants réunis à Valenciennes, ainsi que le plus grand éloge d'André Catulle, qui le recommande à l'attention des juristes et exprimant qu'en suivant les préceptes de Liébart, on ne verrait plus les procès s'éterniser et ruiner les parties. 
Liébart est également l'auteur de notes sur les coutumes du Cambrésis. 
Mort le 20 octobre 1641, il est inhumé dans la chapelle de Saint-Jérôme, en la cathédrale Notre-Dame de Cambrai.